# Decumano superiore

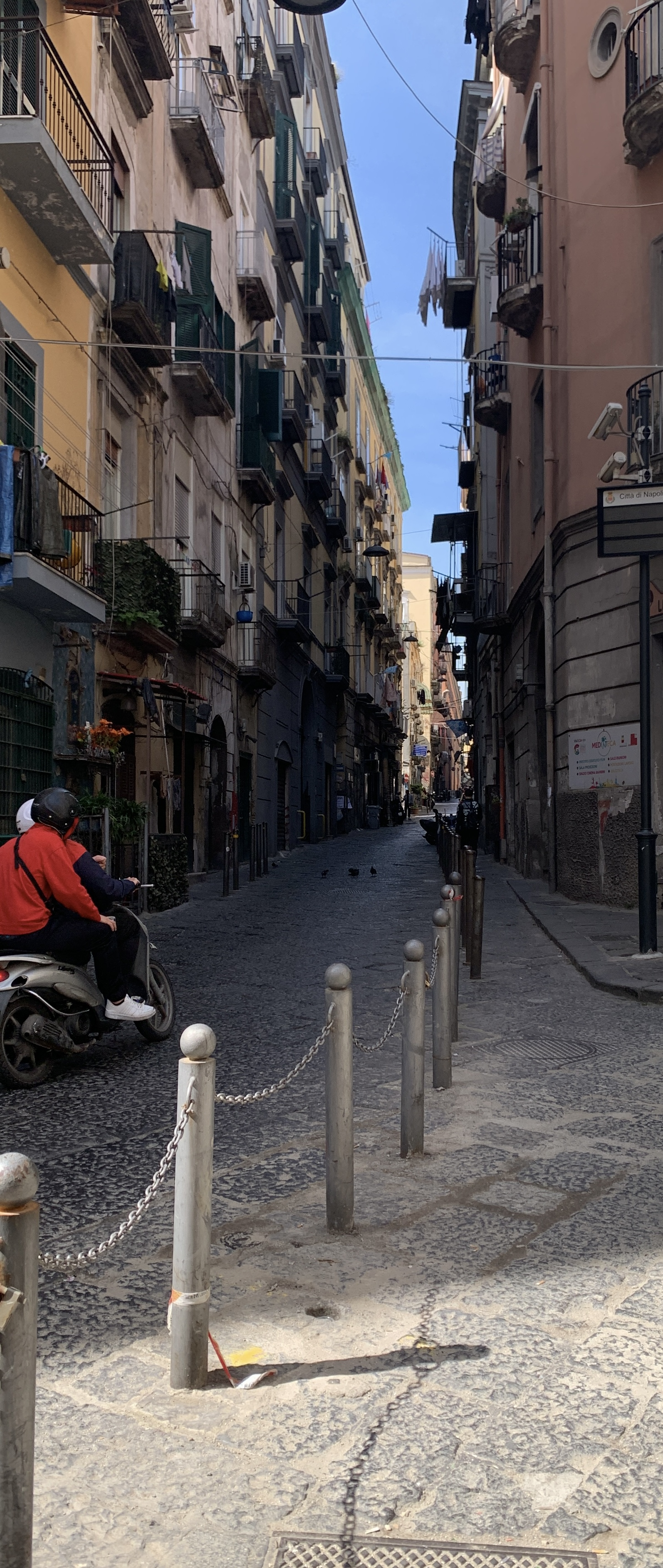
Via Santa Sofia, tratto iniziale del decumano superiore

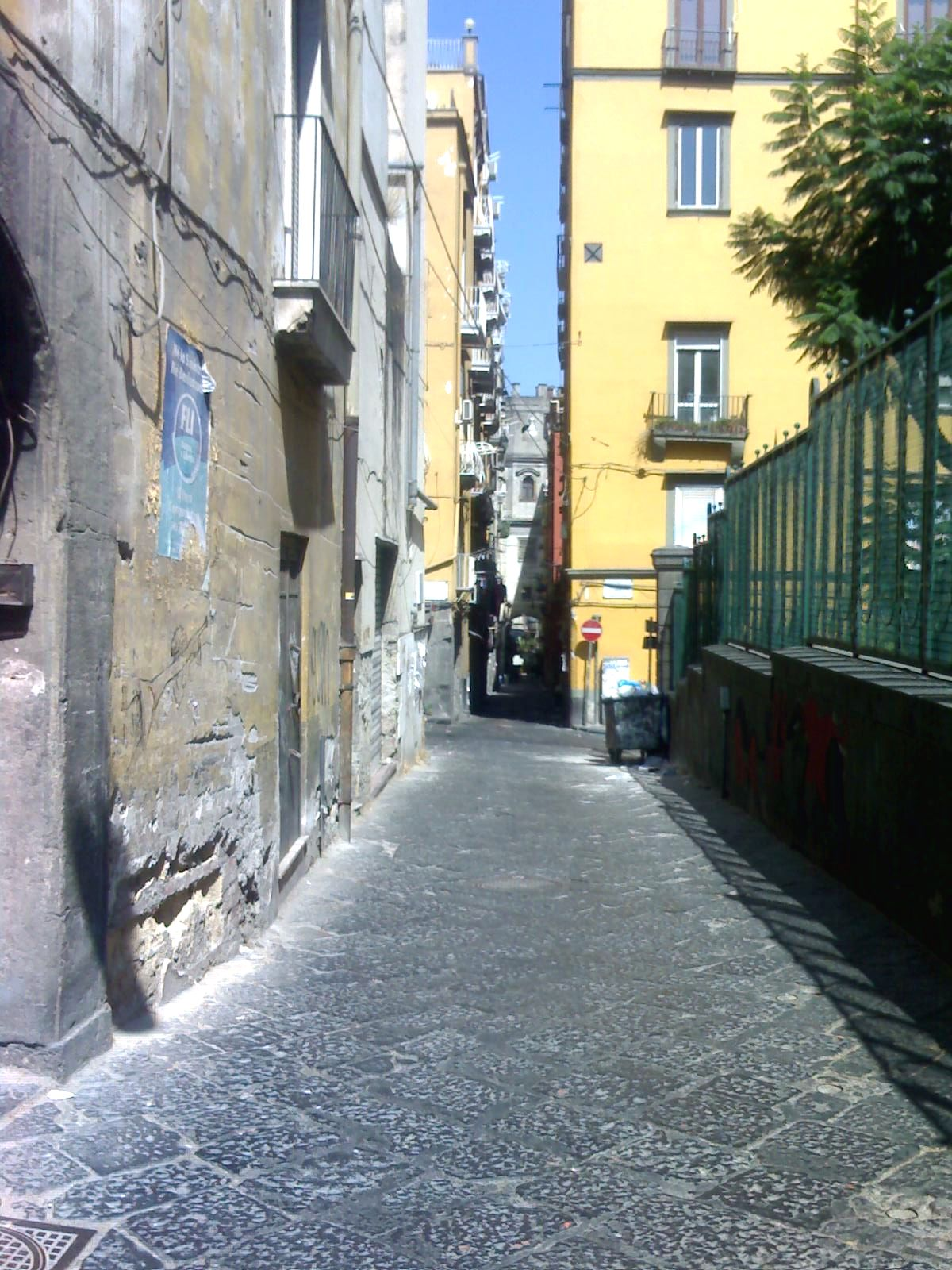
Via Sapienza, tratto finale del decumano superiore

Il decumano superiore è, insieme al decumano maggiore e al decumano inferiore, una delle tre strade progettate in epoca greca che attraversavano in tutta la loro lunghezza l'antica Neapolis.
È tra le più importanti dei decumani di Napoli seppure a causa dei numerosi rifacimenti subiti nel corso dei secoli, il tracciato non risulta essere "lineare" in diversi punti essendosi perso, dunque, l'originario aspetto.
Ha inizio in via Santa Sofia, dove anticamente sorgeva l'omonima Porta, alle spalle di Palazzo Caracciolo di Santobuono oggi sede di un lussuoso hotel, e termina in via Sapienza. L'intero asse viario è una ZTL, il cui varco di ingresso sito in via Santa Sofia rappresenta un accesso al centro storico di Napoli.

## Storia e descrizione
È il "decumano" dell'antica Neapolis posto più alto e corrisponde alle attuali via Santa Sofia, via Santi Apostoli, via Donnaregina, via San Giuseppe dei Ruffi, Strada dell'Anticaglia (che prende il nome dalle strutture ad arco in laterizio di rinforzo alla "cavea" del teatro romano), strada Pisanelli e via Sapienza.

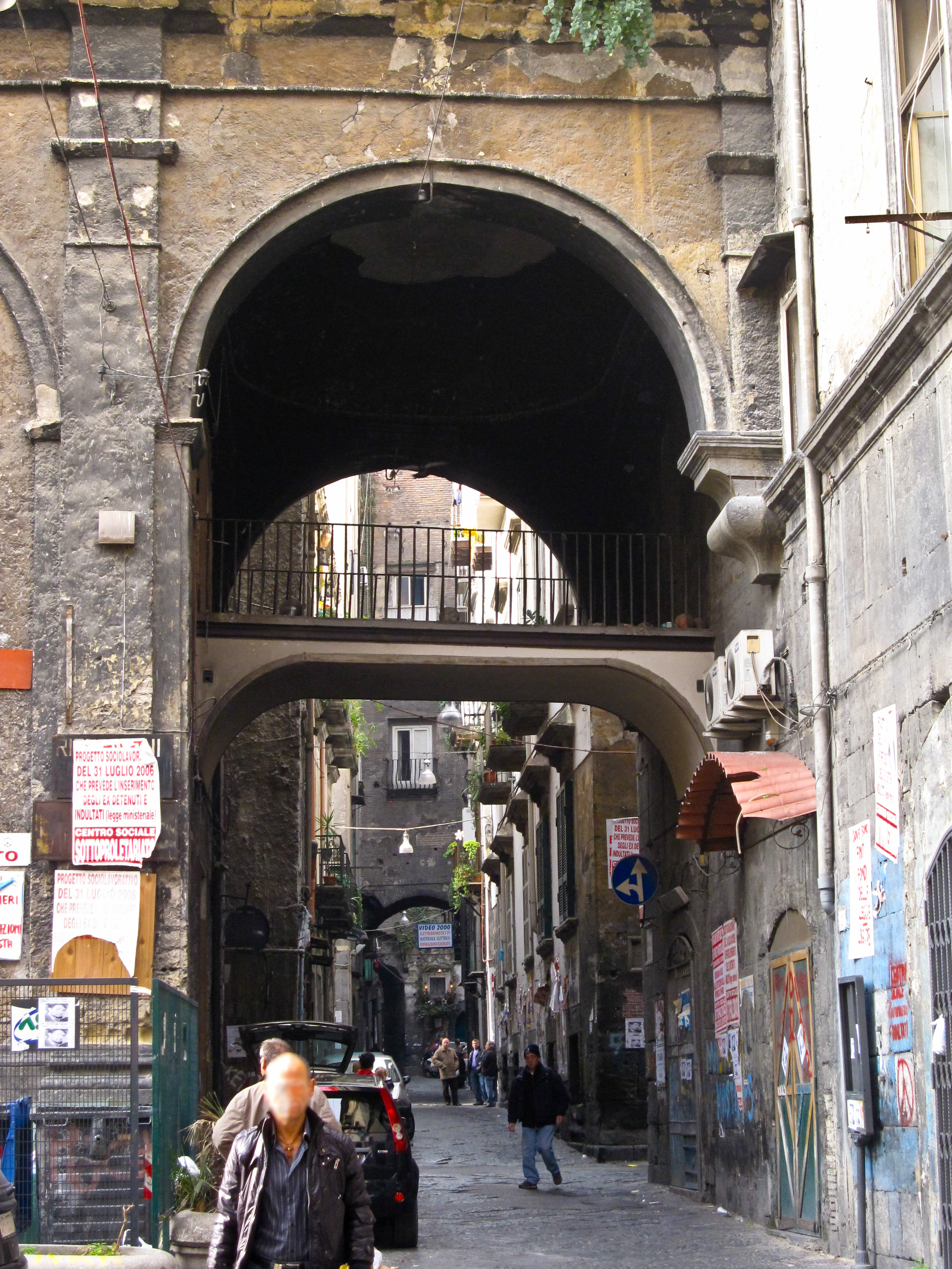
Strada dell'Anticaglia

Lungo il tracciato del decumano superiore si conservano importanti strutture e mura di epoca greca o romana imperiale, nonché diversi edifici religiosi e civili di primaria importanza.

### Edifici
- Chiesa di Santa Maria della Sapienza;
- Palazzo Bonifacio a Regina Coeli;
- Chiesa di Santa Maria Regina Coeli;
- Palazzo Pisanelli;
- Chiesa di Santa Maria di Gerusalemme;
- Complesso degli Incurabili;
- Teatro romano di Neapolis;
- Palazzo Caracciolo di Avellino;
- Chiesa di San Giuseppe dei Ruffi;
- Palazzo arcivescovile;
- Chiesa di Santa Maria Donnaregina Nuova;
- Chiesa di Santa Maria Ancillarum;
- Chiesa dei Santi Apostoli;
- Chiesa di Santa Sofia.